# Geschiedenis van West-Afrika
Onder West-Afrika verstaat men gebruikelijk het westen van het Afrikaans continent met uitzondering van Noord-Afrika. De oudste sporen van menselijke geschiedenis vindt men in de Sahara, die toen nog een gunstiger klimaat had, met rotstekeningen.

## Steentijd
De landbouw bezuiden de Sahara nam een aanvang rond 2750 v.Chr. Voordien woonden in West-Afrika jager-verzamelaars van het tropisch regenwoud. Er werden in een eerste fase inheemse soorten als Afrikaanse rijst, oliepalmen, watermeloenen en yams verbouwd. Rond 1.000 v.Chr. werd er ook al graan (parelgierst) verbouwd terwijl in het gebied van de Sahara en de Sahel nomadische herders leefden. Rond 5.000 v.Chr. werden er schapen en geiten gedomesticeerd en rond 4.000 v.Chr. ook runderen. De verwoestijning, mogelijk door overbegrazing, leidde de herders verder naar het zuiden. Dit gebeurde eerst in de oostelijke hooglanden.

## IJzertijd

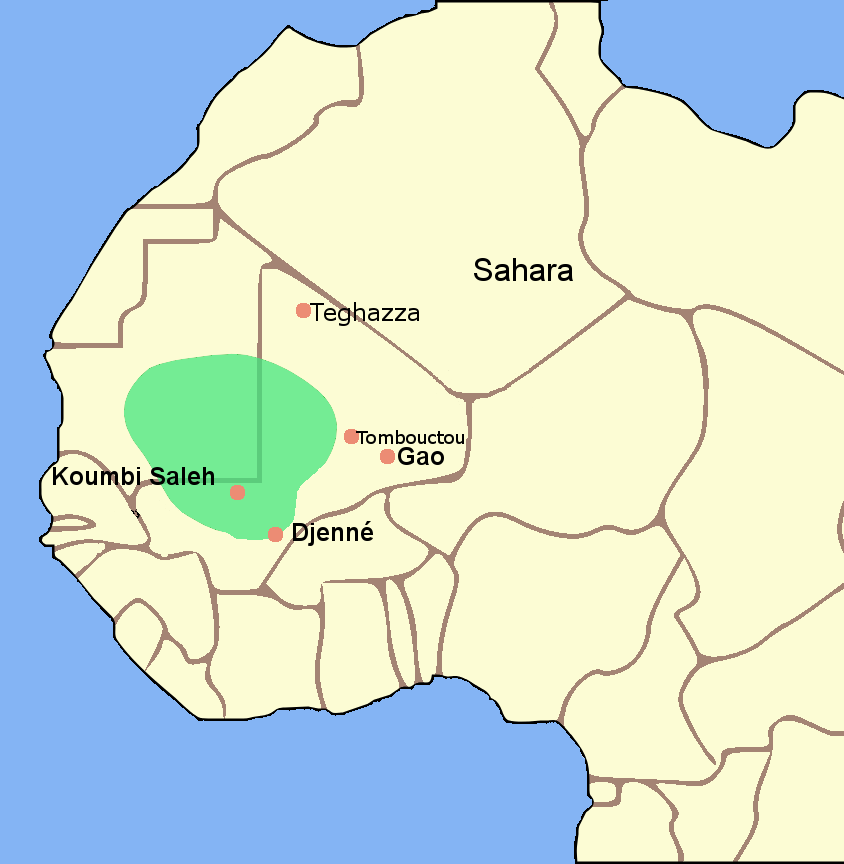
Het koninkrijk Ghana

In het noorden van West-Afrika (Agadez) bewerkte men voor 1.000 v.Chr. al koper, maar de rest van West-Afrika ging ineens over van de steentijd naar de ijzertijd. Omstreeks 600 v.Chr. werd er de ijzer- en bronsbewerking geïntroduceerd, mogelijk vanuit Noord-Afrika. Do-Dimmi (in het huidige Niger) is de oudst bekende plaats in West-Afrika waar men ijzer bewerkte. Verder was de Nokcultuur in het huidige Nigeria een van de eerste ijzertijdculturen. Taruga werd er een centrum van ijzerbewerking. In deze periode begonnen de Bantoe-sprekende volken, die hun oorsprong vonden in het oosten van West-Afrika, aan hun expansie naar het oosten en het zuiden waardoor ze de belangrijkste taalgroep van Sub-Sahara-Afrika zouden worden.
Door  intensieve, droge rijstbouw aan de bovenloop van de Niger waren er grote dorpsgemeenschappen ontstaan. De eerste bekende stad in West-Afrika was Djenné-Djeno die haar bloeitijd kende rond 600 n.Chr. De ommuurde stad kenden zo'n 10.000 inwoners en er was een begin van staatvorming. Intussen was er ook handel opgekomen tussen West-Afrika en het Middellandse Zeegebied door de introductie van de dromedaris. Rond 700 kwam het koninkrijk Ghana op. Dit lag ten oosten van de Senegal en is niet te verwarren met de huidige staat Ghana. In de rest van West-Afrika ontstonden ook meer complexe samenlevingen met lokale hoofdmanschappen. Zo ontstonden naast Ghana in de volgende eeuwen andere koninkrijken als Takrur (Senegal) en Mali (in de vruchtbare vlakte van de Niger). 

## Islam

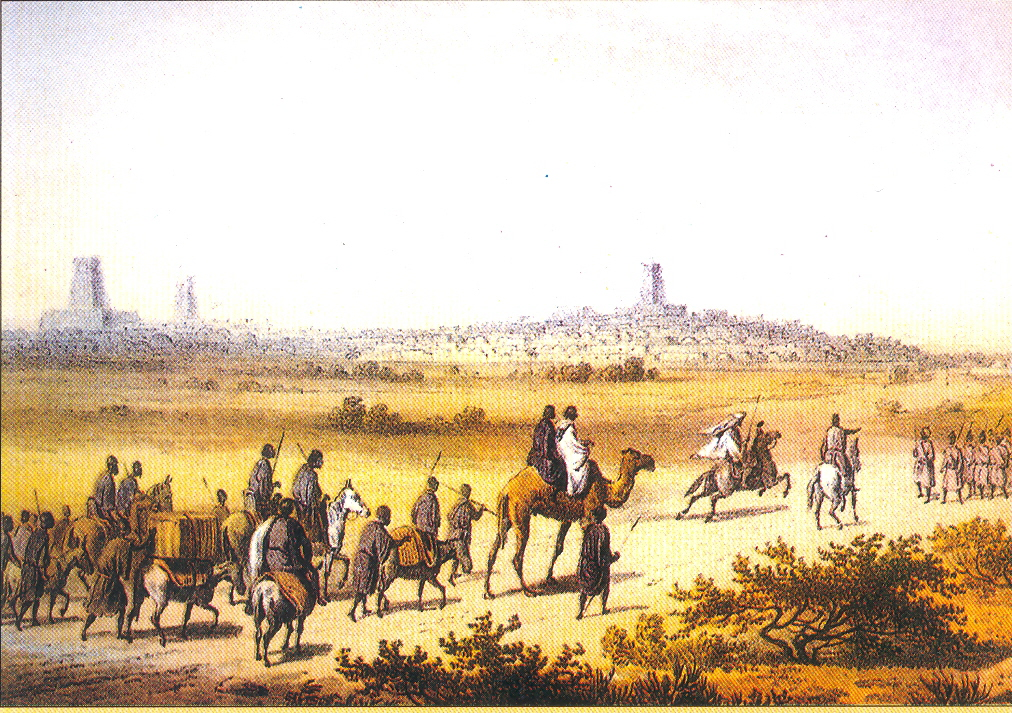
Karavaan van Berbers op weg naar Timboektoe

Rond 1070 bereikte de islam West-Afrika via de handelsroutes door de Sahara. Mali groeide uit tot een groot koninkrijk onder Sun Diata Keita (1235). De regering en het leger (met een cavalerie) werden gemodelleerd naar Noord-Afrikaans voorbeeld. In 1464 maakten de Songhai zich los van Mali en werden de belangrijkste macht van West-Afrika. Onder Sonni Ali (1464-1492) kende het rijk een grote bloei. Timboektoe groeide er in de 15e eeuw uit tot een belangrijk islamitisch centrum en een handelscentrum voor de handel van ivoor, goud en slaven. Verder kwamen er staten van de Mossi en de stadstaten van de Hausa op.
In het zuiden ontstonden in de 13e eeuw het koninkrijk Benin, en later ook de Akan-staten, Ife en Oyo.  

## Nieuw machtsevenwicht

Afrikaanse rijken en Europese handelsposten rond 1625

Tegen het einde van de 15e eeuw verkenden de Portugezen voor het eerst de Afrikaanse kusten. Cachou (1480) en Elmina (1482) werden de eerste Portugese nederzettingen langs de kust. Zij namen een deel van de goudhandel over. Dit verzwakte het monopolie van Songhai op deze handel via de Sahara. De Hausa-staten brachten Songhai in 1517 militair een gevoelige klap toe, en in 1591 werd het Songhai-rijk veroverd door Marokkaanse huurlingen. Er ontstonden nieuwe, kleinere koninkrijken: Manding, Bambara, Segu en Kaarta. 
In het zuiden kwamen in de 17e eeuw de staten van Dahomey en Ashanti op. Zij groeiden uit tot gecentraliseerde staten met een eigen bureaucratie. Intussen waren verschillende Europese staten begonnen met het stichten van handelsposten en kwam de overzeese slavenhandel op gang. De lokale koninkrijken als Dahomey begonnen oorlogen met hun buren om aan de vraag naar slaven te kunnen voldoen. In de 18e eeuw werden jaarlijks tot 35.000 slaven verscheept, vanaf de Goudkust en Benin. 
In de 18e eeuw ontstonden de Fulbe-jihads en kwamen reformistische, islamitische staten op: Fouta Djalon (Guinee) en Fouta Toro (Senegal). Ook meer naar het oosten verspreidde zich een strenge leer van de islam. Usman dan Fodio voerde vanaf 1804 een jihad in het noorden van Nigeria en stichtte een grote, islamitische staat: het kalifaat Sokoto. 
In 1787 vestigden de eerste bevrijde slaven zich in Sierra Leone. In Engeland werd in 1807 de slavernij afgeschaft en in 1808 werd Sierra Leone een Engelse kroonkolonie. In 1822 werd Liberia gesticht door bevrijde Amerikaanse slaven. Tussen 1824 en 1826 voerde Engeland zonder groot succes twee oorlogen tegen het machtige Ashanti-rijk. Ook in 1863, in de derde Ashanti-oorlog, was dit rijk nog te sterk voor de Engelsen. Ook Fransen en Portugezen slaagden er voorlopig niet in grote gebieden te veroveren. Ten noorden van het Ashanti-rijk kwam in de eerste helft van de 19e eeuw het Ibadan-rijk op. Andere nieuwe rijken waren Samori, Tukulor en Masina. 

## Kolonisering

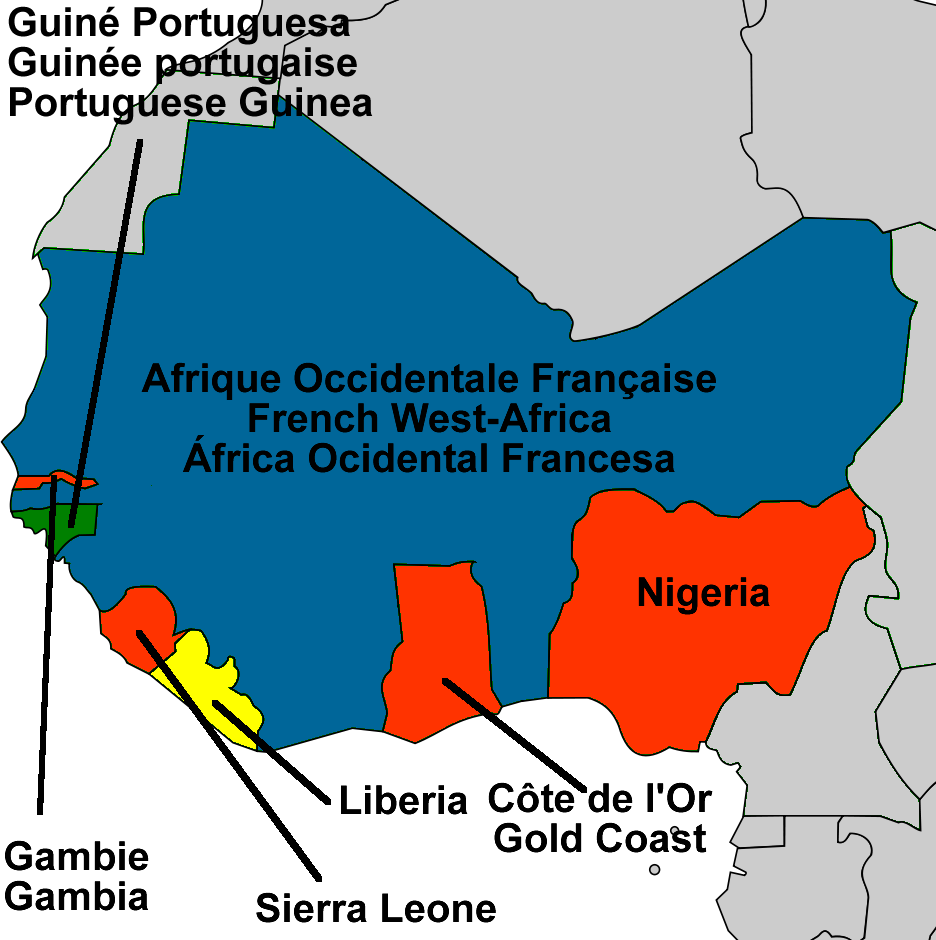
Koloniaal West-Afrika na de Eerste Wereldoorlog: blauw = Frans, rood = Brits, groen = Portugees, geel = Liberia

Dankzij veldartillerie en snelvuurgeweren konden de Europese staten in de loop van de 19e eeuw het verzet van de Afrikaanse staten breken. In 1861 bezette Engeland Lagos en begon met de verovering van het kalifaat van Sokoto. Tijdens de Koloniale Conferentie van Berlijn (1884-1885) werd Afrika verdeeld tussen de Europese staten. Frankrijk kreeg het grootste grondgebied (Frans West-Afrika), Groot-Brittannië kreeg Gambia, Sierra Leone, Goudkust (Ghana) en Nigeria, Duitsland Togo en Portugal Guinee-Bissau. Er werden nieuwe, winstgevende gewassen verbouwd, als rubber en cacao. 

## Onafhankelijkheid
Verzwakt door de Tweede Wereldoorlog moesten de Europese staten hun grip op hun koloniën lossen. In de plaats kwamen onafhankelijke staten.